# Палац Кантакузіно
Палац Кантакузіно (рум. Palatul Cantacuzino) — палац у Бухаресті, Румунія, розташований на вулиці Каля Вікторієй. Він був побудований архітектором Іоном Д. Бериндеєм у стилі боз-ар і має кілька кімнат у стилі рококо. Сьогодні в ньому знаходиться музей Джордже Енеску.

## Історія
Палац був побудований у 1901—1902 роках для Георге Григоре Кантакузіно, мера Бухареста і колишнього прем'єр-міністра, за планами Іона Д. Бериндея, у французькому стилі боз-ар. Після його смерті будівлю успадкував його син Михайло Г. Кантакузіно, який передчасно помер у 1929 році. Дружина Михайла Марія вийшла заміж у грудні 1939 року за композитора Джордже Енеску. 10 серпня 1913 року, наприкінці Другої Балканської війни, тут було підписано Бухарестський мирний договір. Напередодні Другої світової війни в будівлі, відомій як палац Кантакузіно, також розміщувалася резиденція Ради міністрів.
Після смерті Джордже Енеску в 1955 році, його дружина у своєму заповіті вказала, що в палаці буде створено музей, присвячений митцю. У 1956 році було створено Національний музей Джордже Енеску.

## Опис
Екстер'єр і більшість приміщень виконані в стилі боз-ар, решта — у стилі рококо. Два леви на вході, а також ворота та огорожа в стилі Людовика XIV надають будівлі княжого вигляду. Палац мав славу місця в Бухаресті, де проводилися бали. Для оздоблення інтер'єрів Георге Григоре Кантакузіно звернувся до найвідоміших художників того часу: Джордже Деметреску Мірея, Ніколає Вермонт та Костін Петреску. Ніколає Вермонт створив шість медальйонів (олія на полотні, вибитих на стіні), три з яких підписані і датовані 1907 роком. П'ять з шести медальйонів розміщені над дверима в коридорі, які вели до кімнат праворуч від входу. Два з них, «Пастух з вівцями» (рум. Cioban cu Oile) та «Селянка з посудиною» (рум. Țărăncuță cu Cofă), безпосередньо натхненні роботами Ніколає Григореску, під впливом якого перебував їх автор.
На сьогоднішній день можна відвідати лише п'ять залів, решта зайняті різними установами.

## Галерея

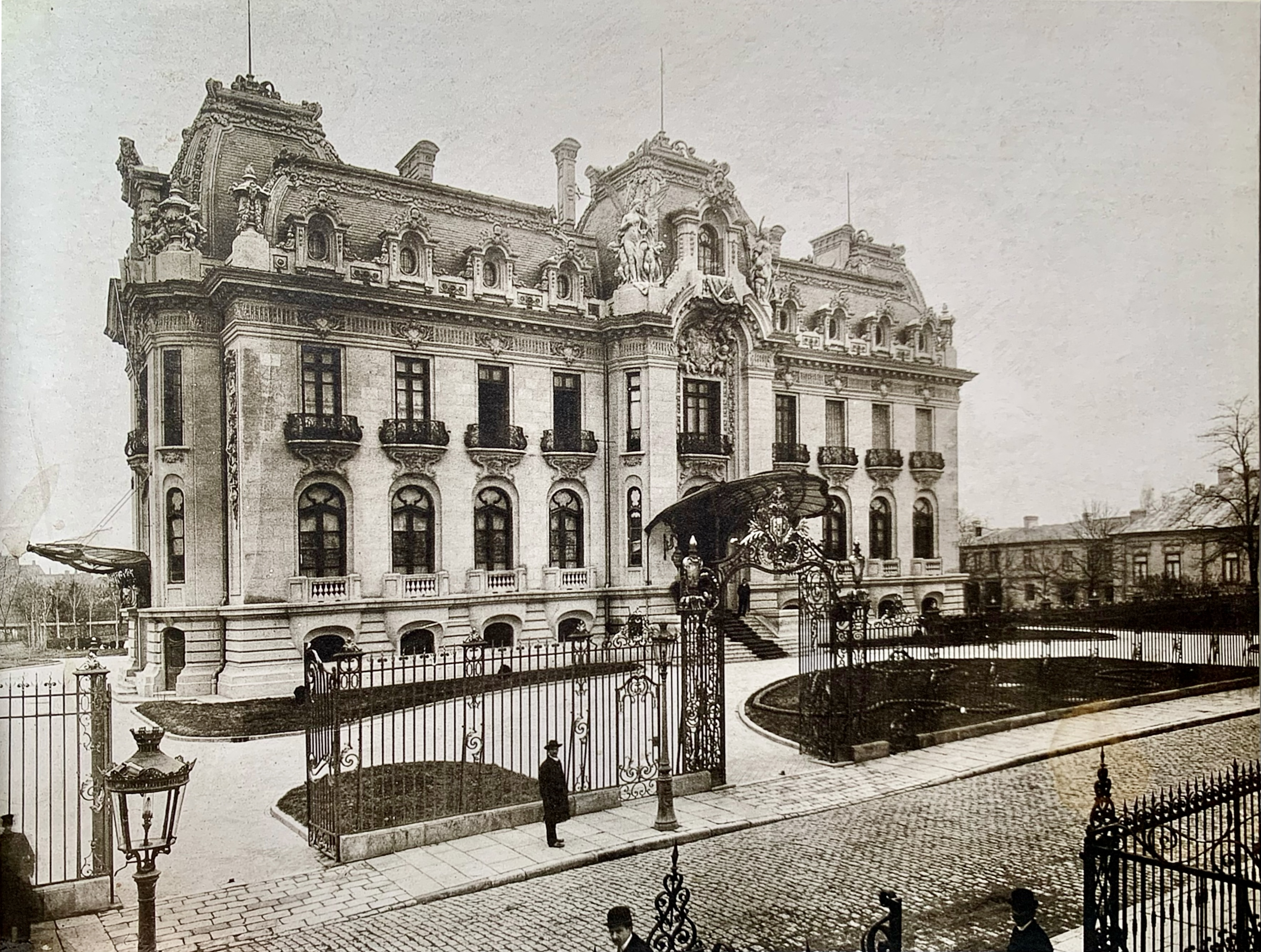
Палац за часів Прекрасної епохи (1877—1916), до спорудження будівлі на перетині вулиць Каля Вікторієй та Страда Фрумоасе
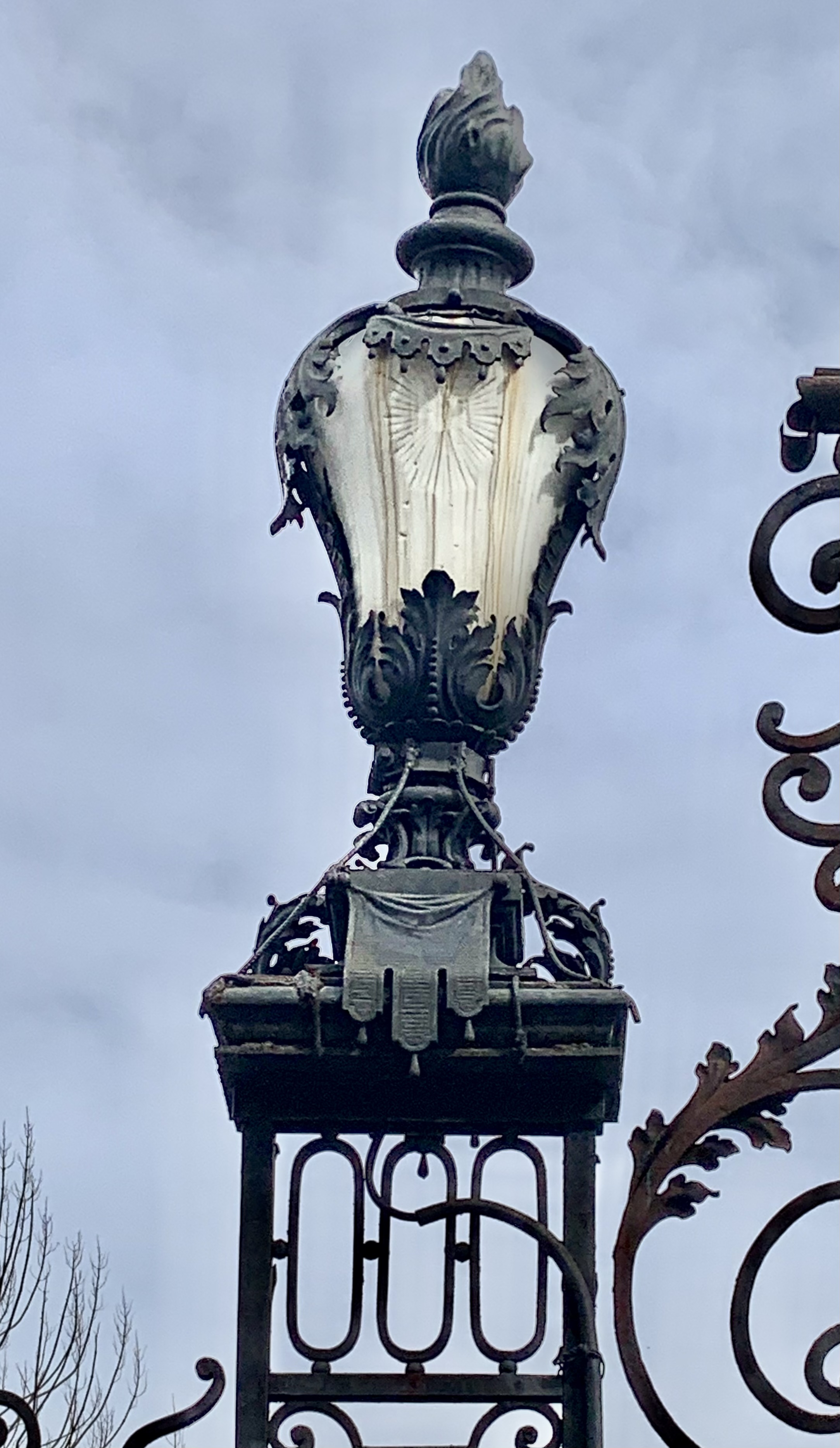
Деталь однієї з воріт
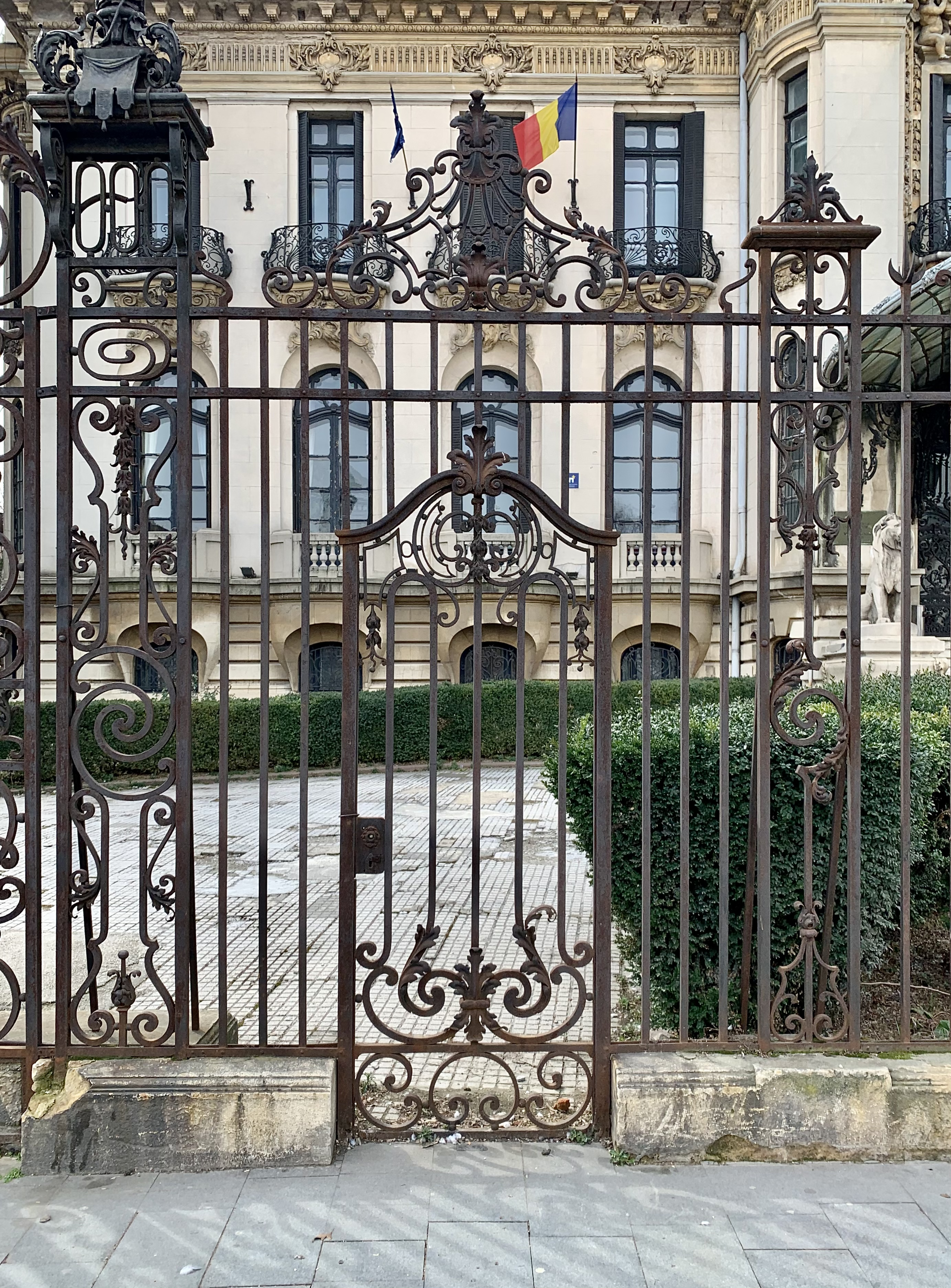
Менша брама палацу
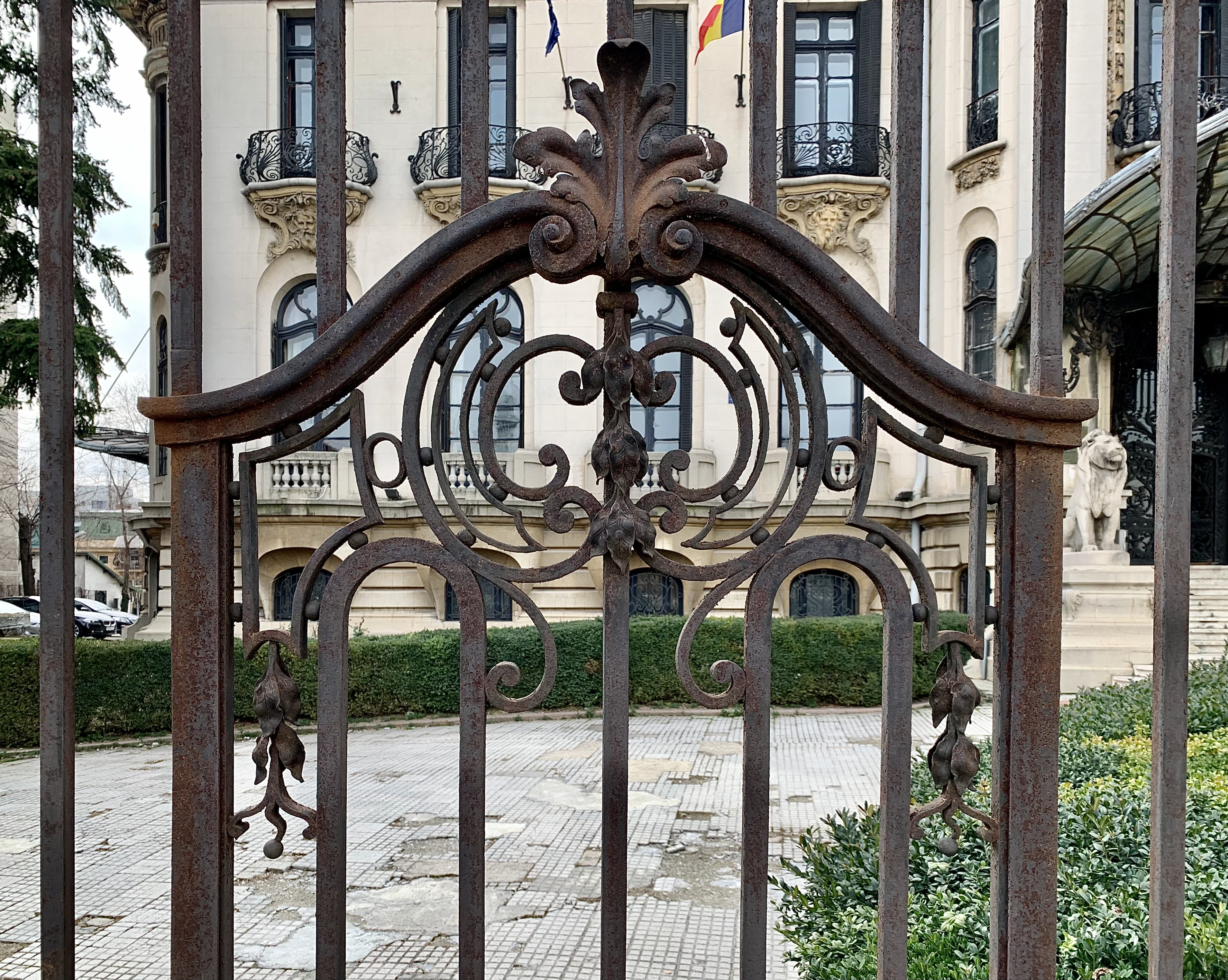
Деталь меншої брами палацу
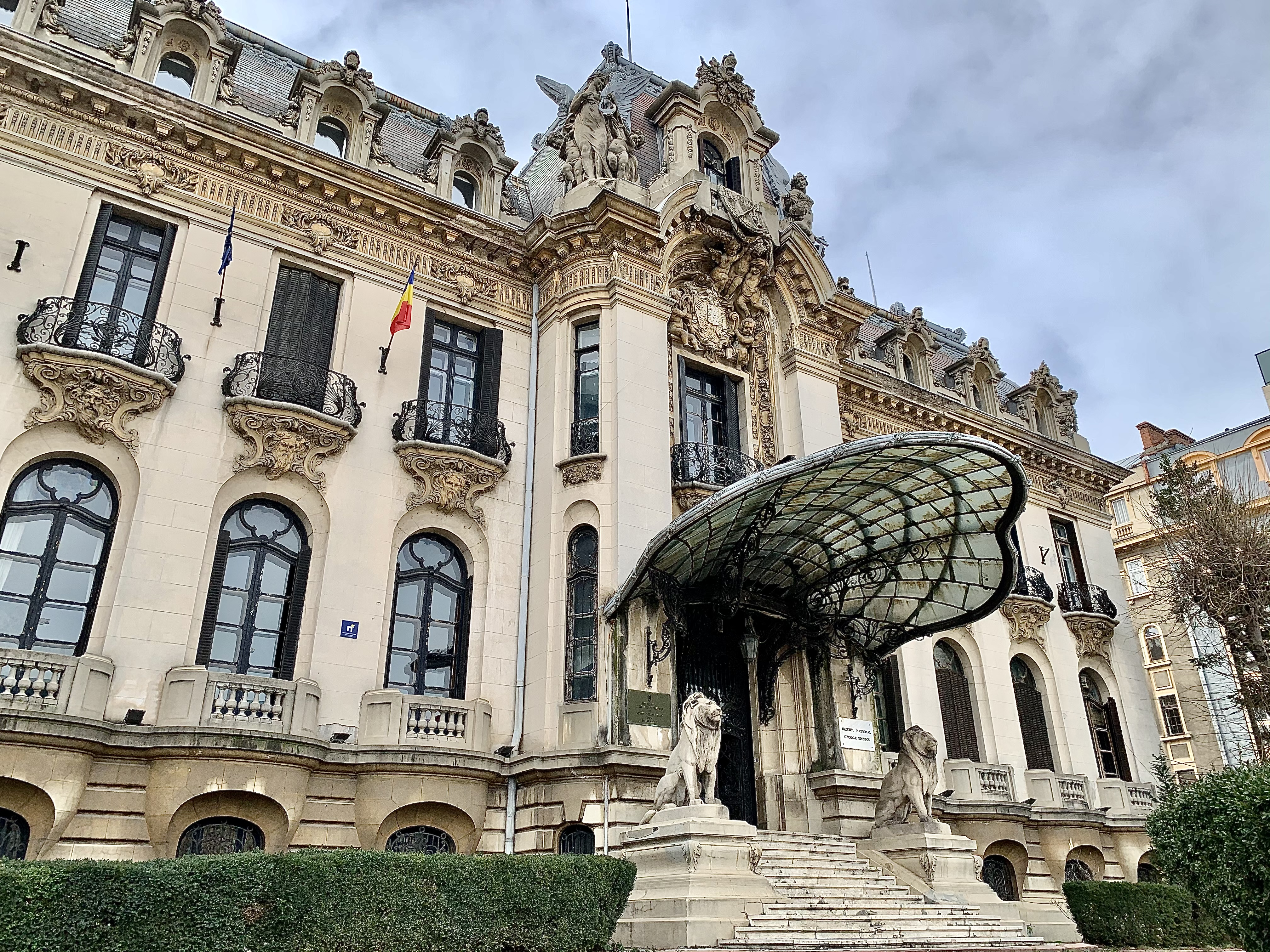
Вид на палац з парою левів у стилі Людовика XIV біля входу
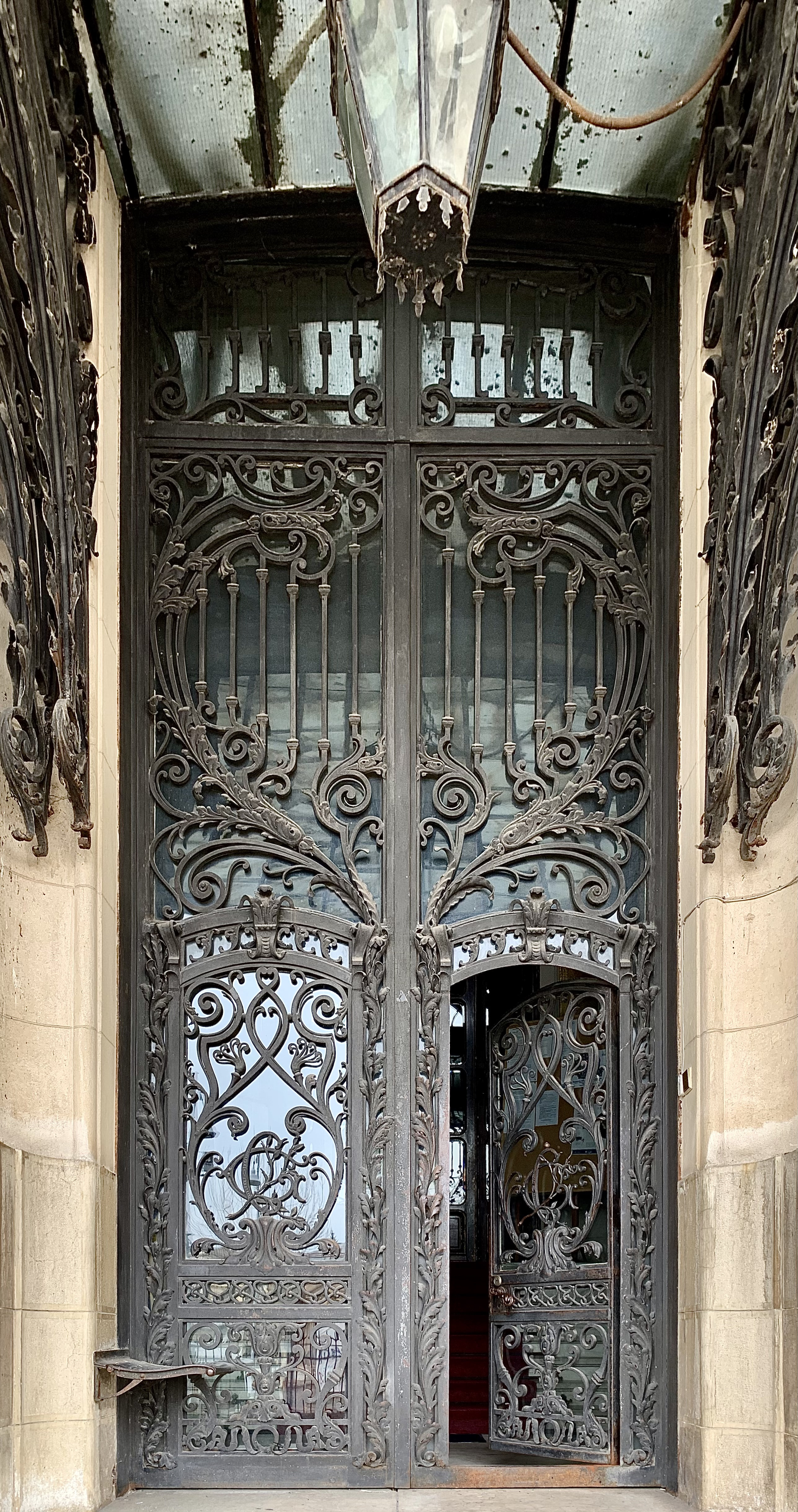
Скляний та металевий вхід до палацу
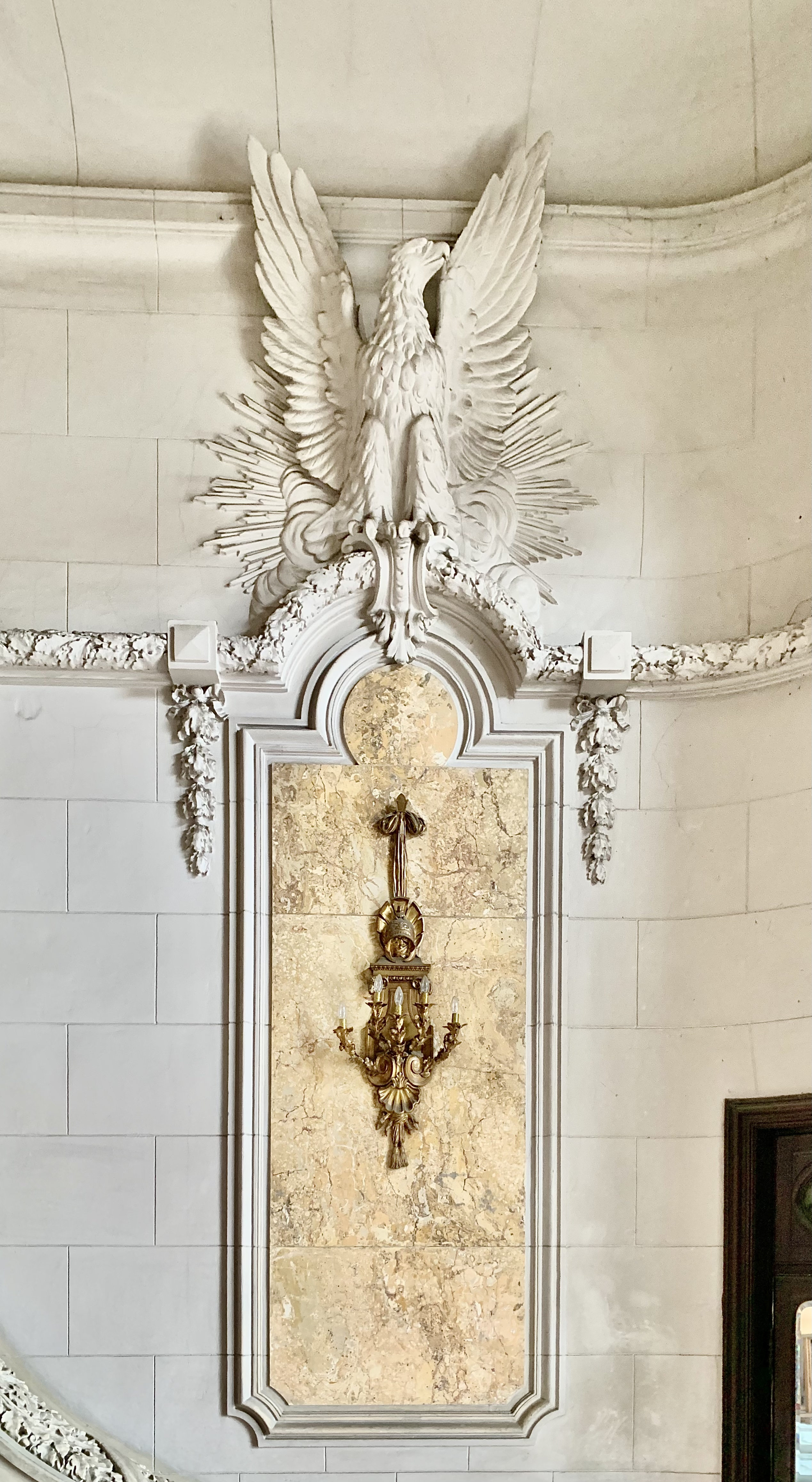
Стіна вхідної кімнати
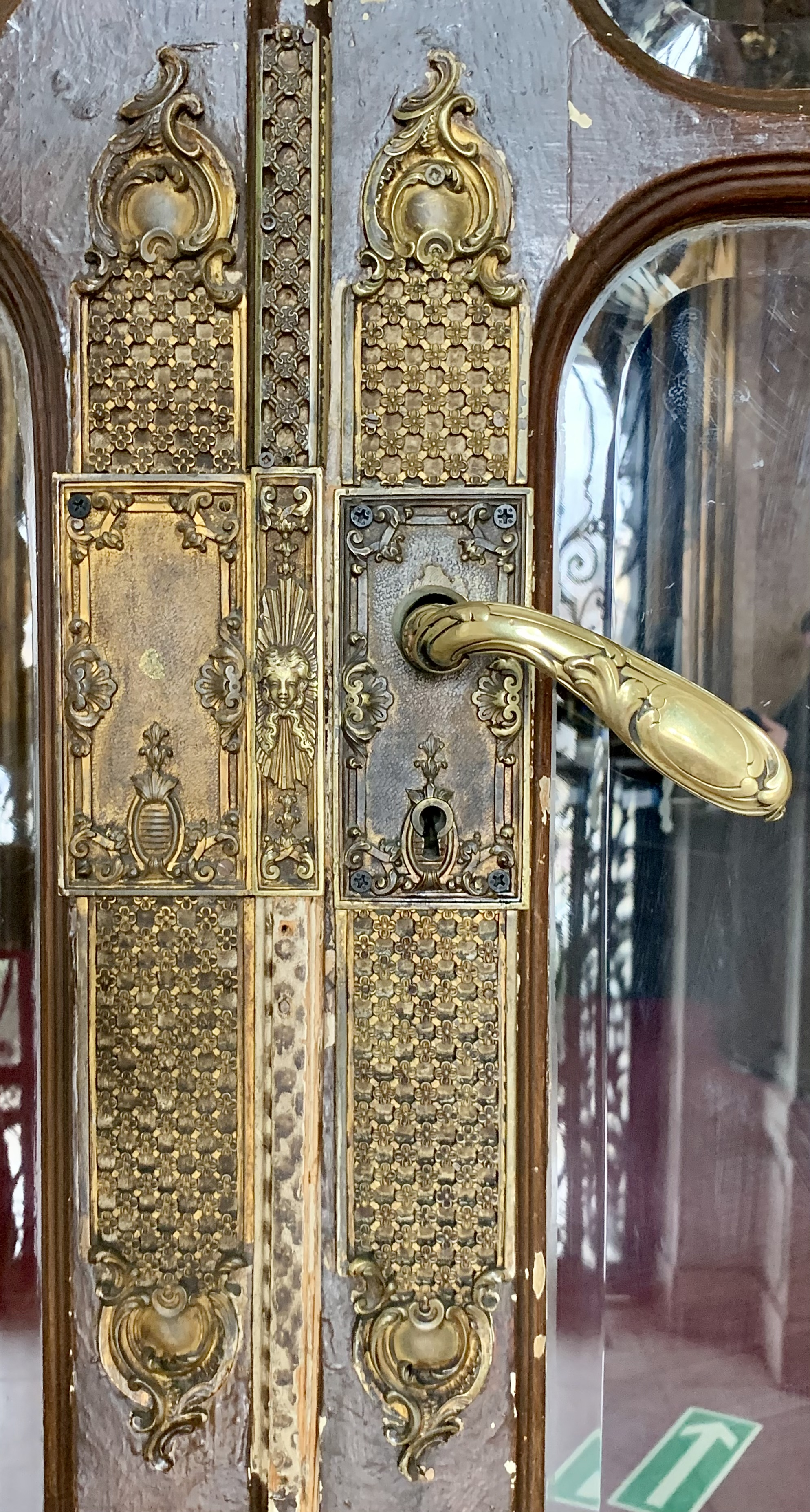
Ручка дверей у передпокої
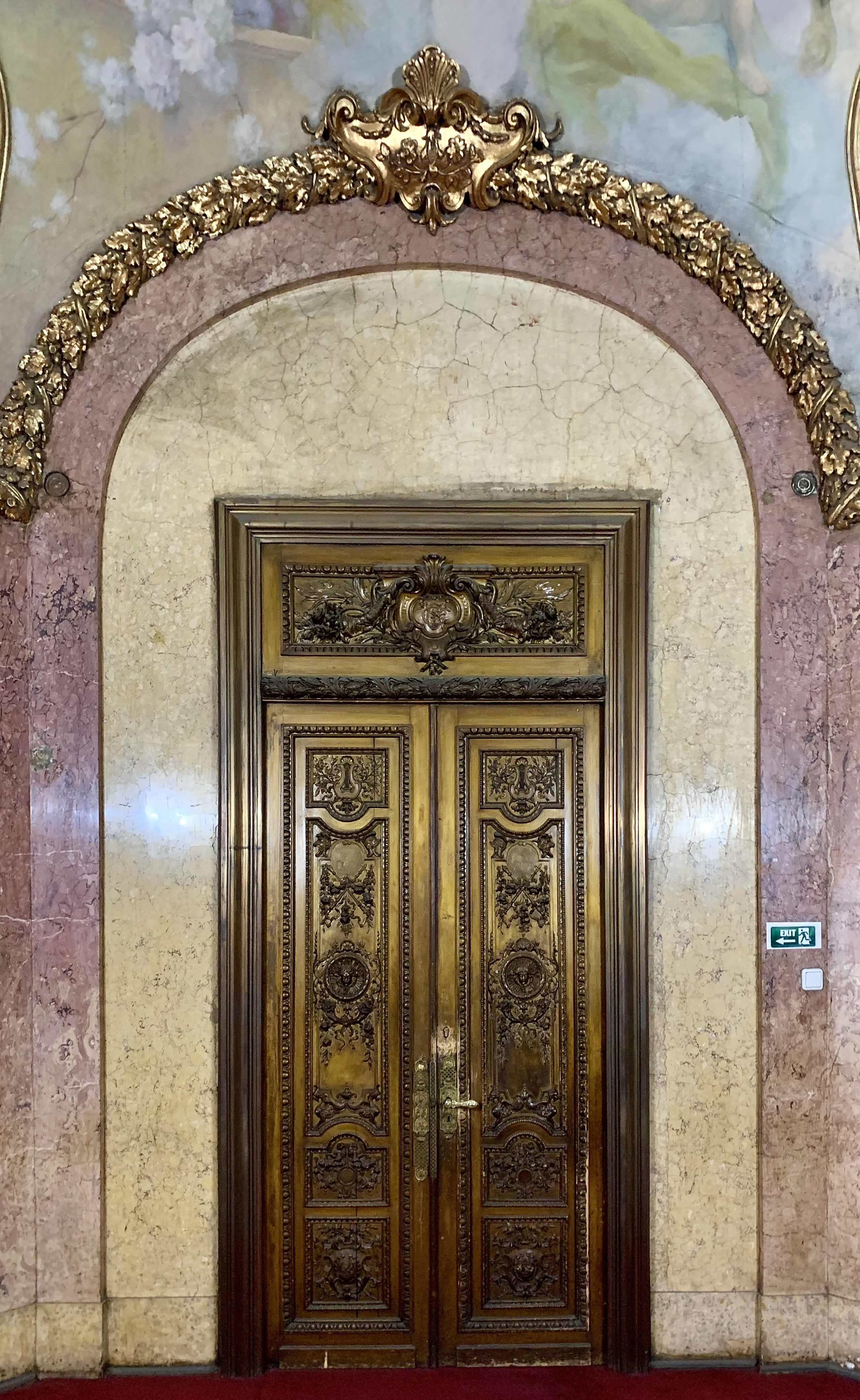
Двері в коридорі на першому поверсі
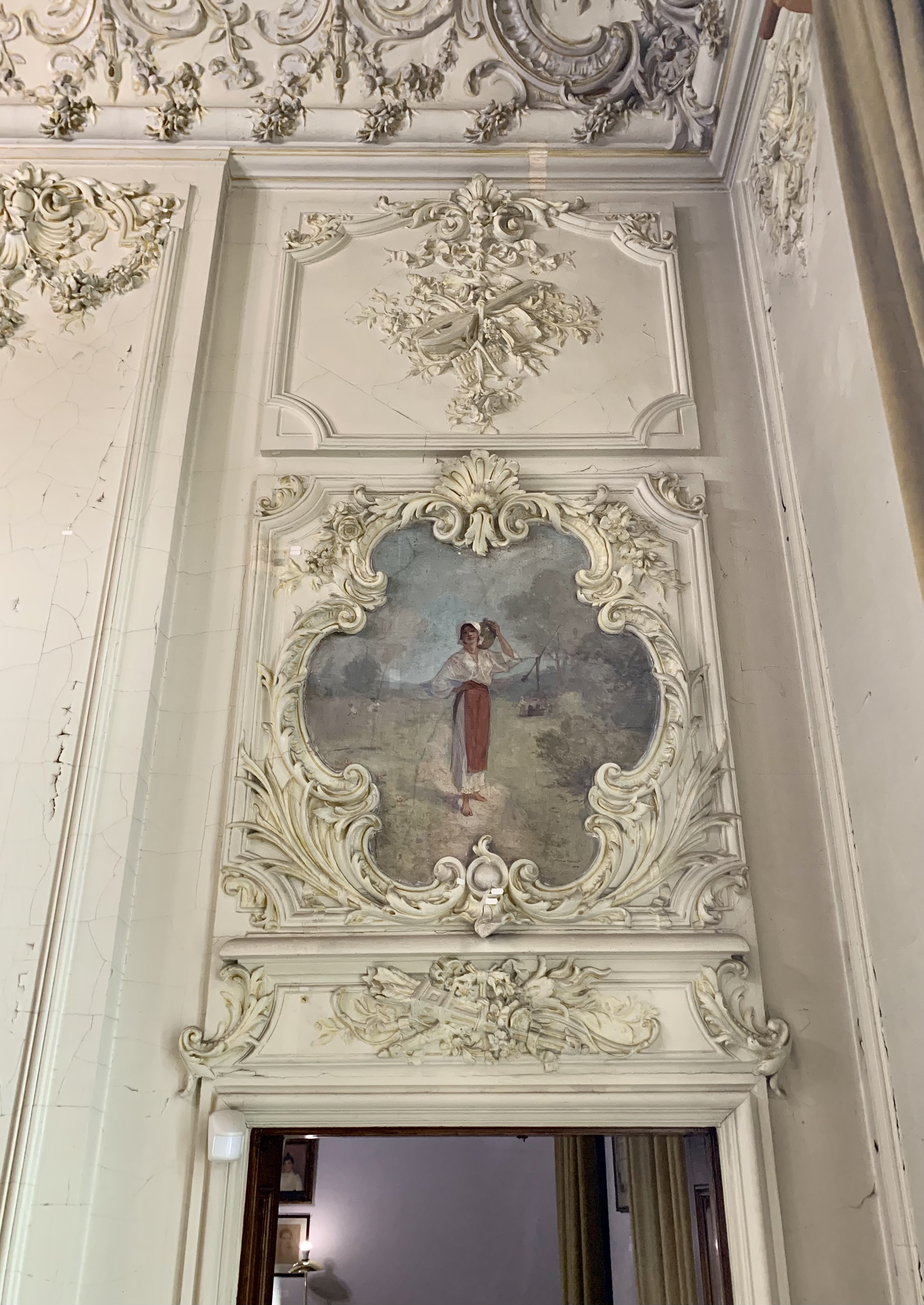
«Селянка з посудиною» (рум. Țărăncuță cu Cofă) Ніколає Вермонта в оточенні ліпнини епохи рококо в приміщенні, де продаються квитки та сувеніри
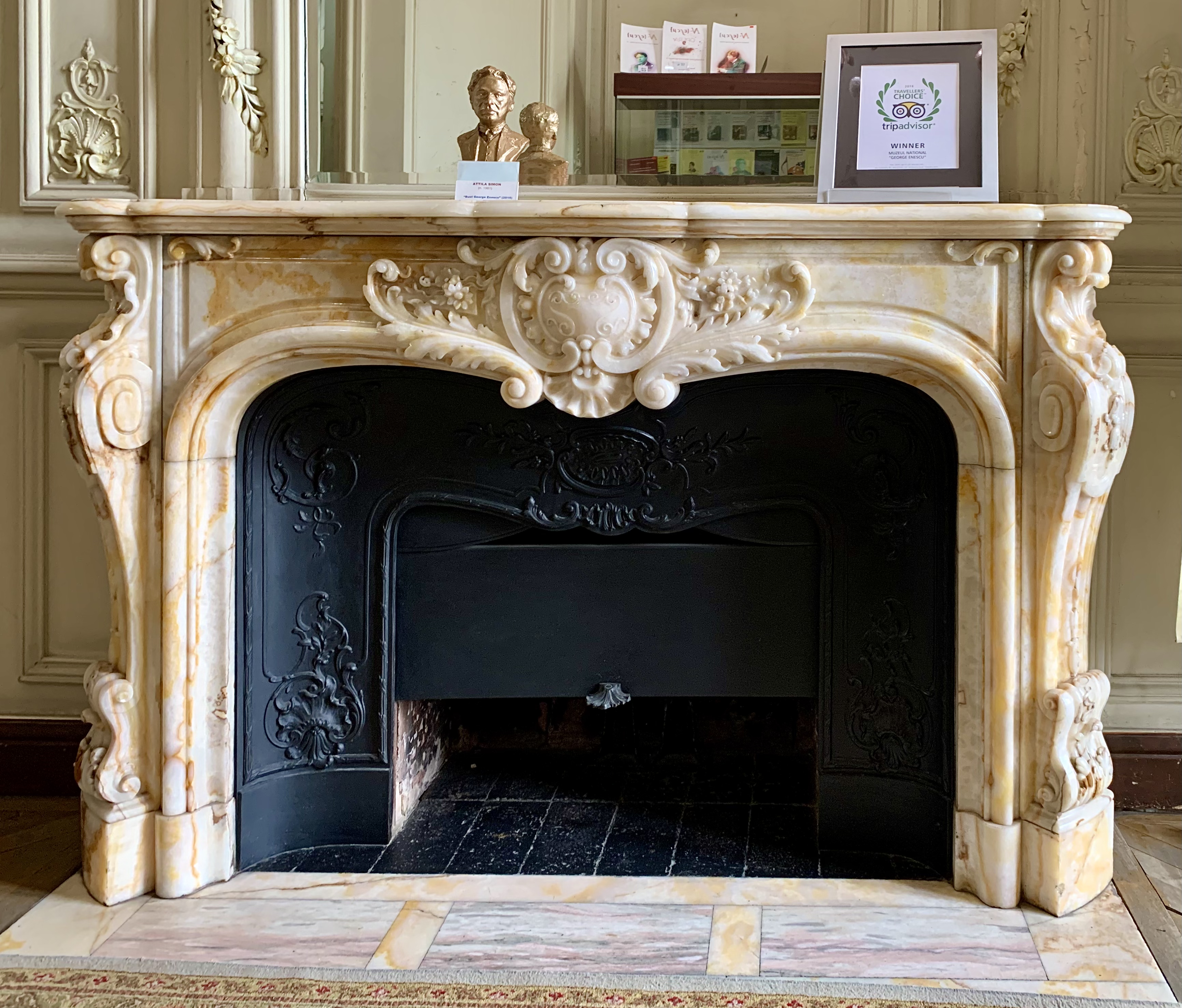
Камінна труба в стилі рококо в приміщенні, де продаються квитки та сувеніри
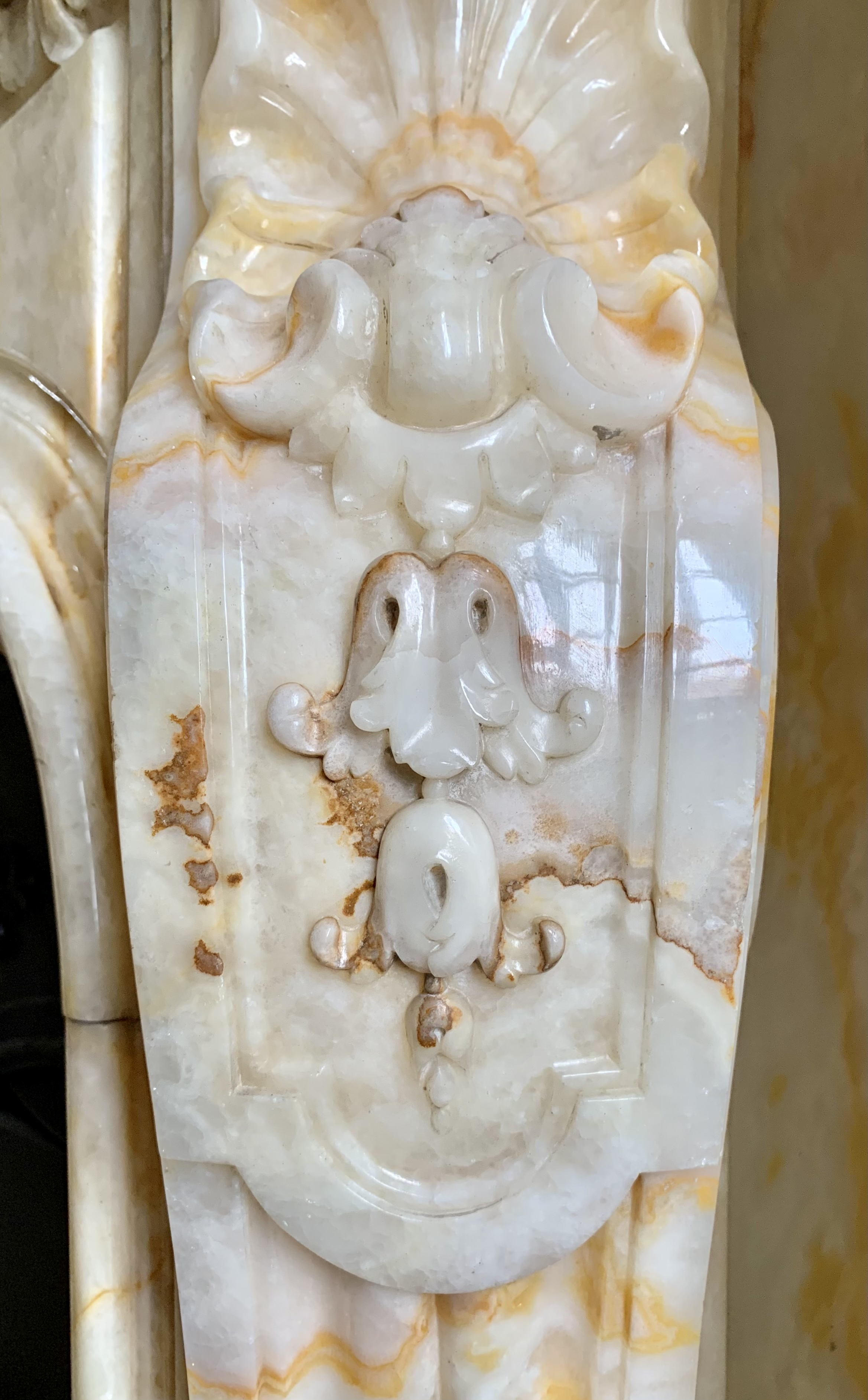
Орнамент на основі фестонів на тому ж димоході
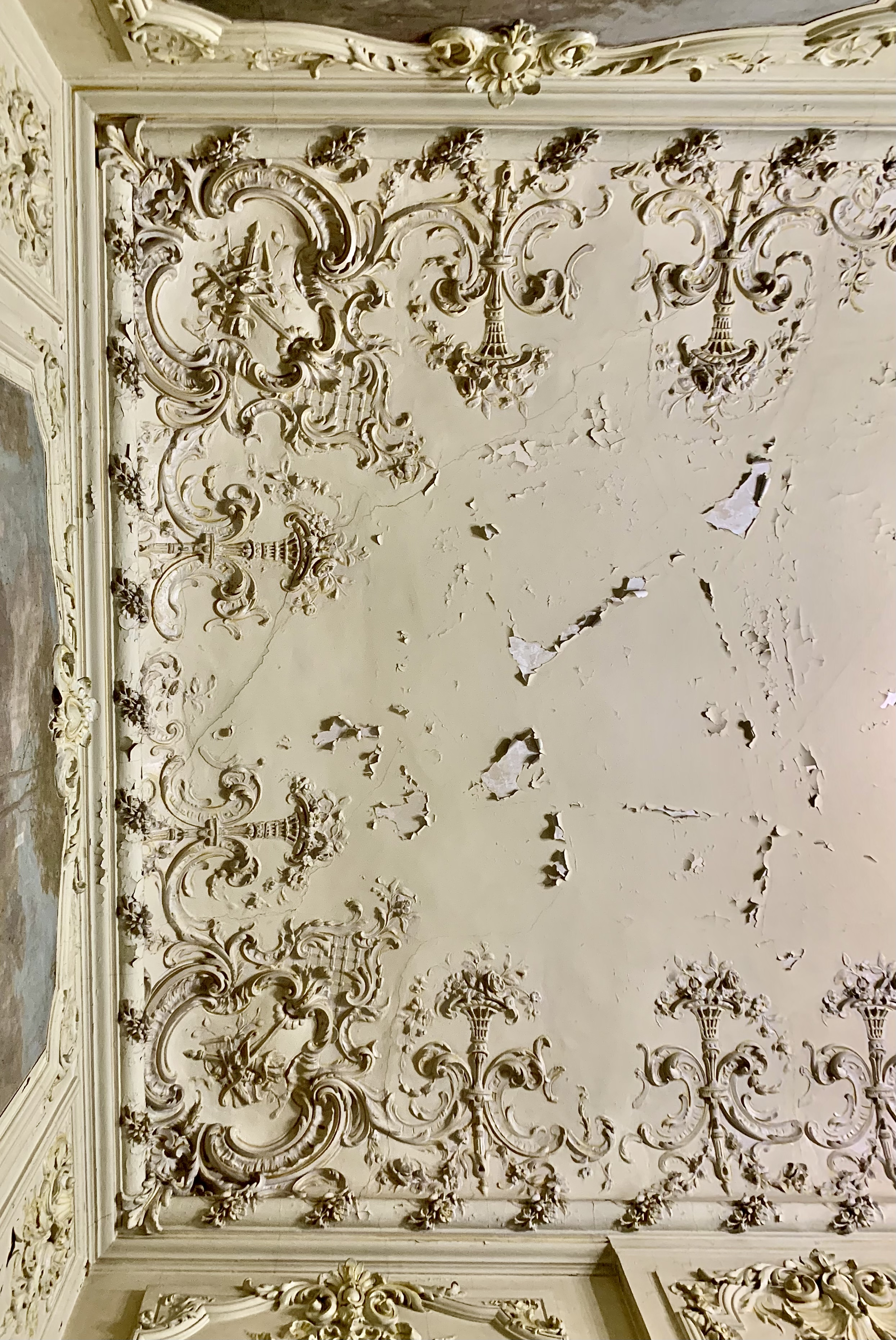
Деталь ліпнини епохи рококо в тій же кімнаті
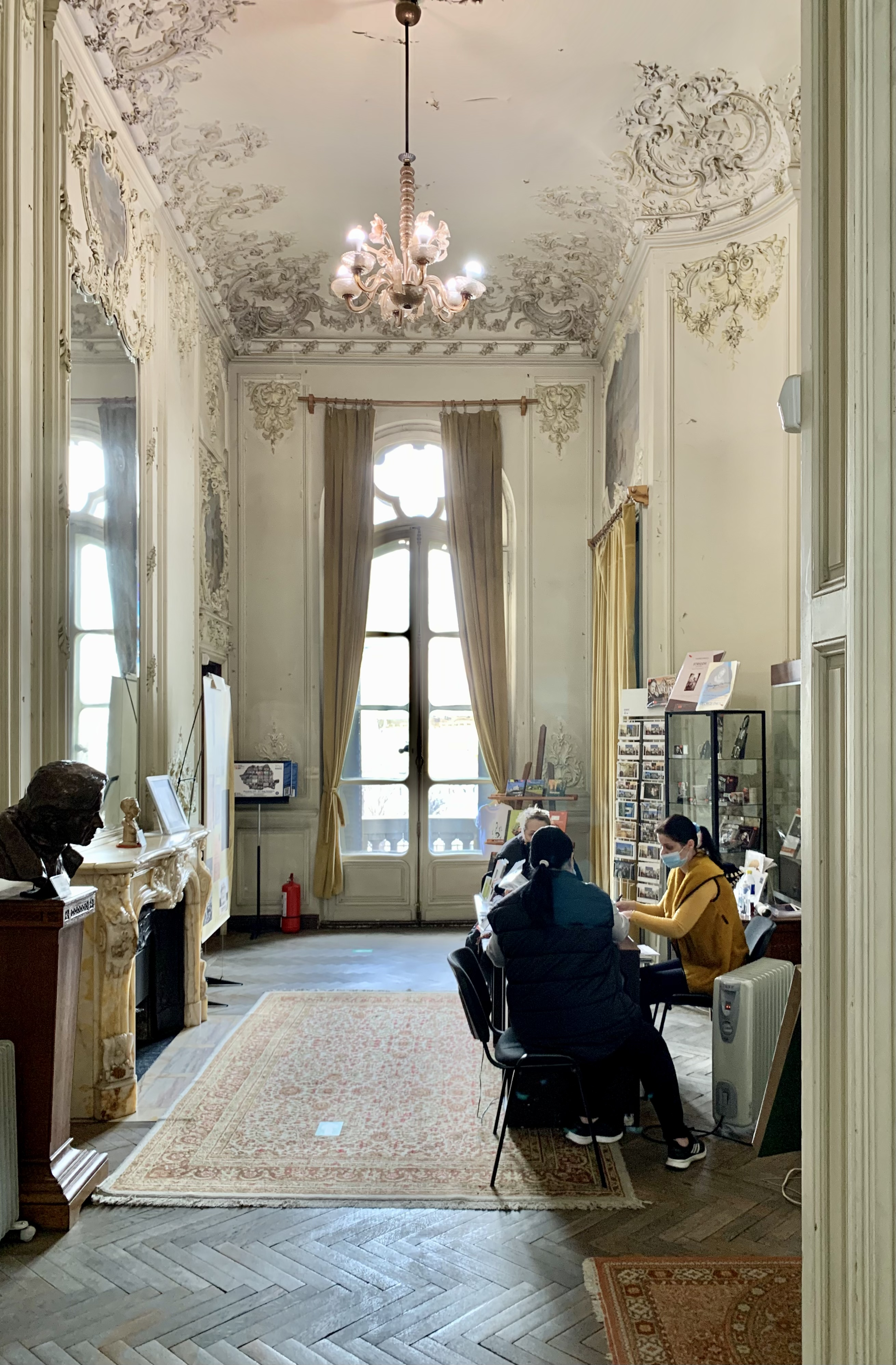
У тій же кімнаті
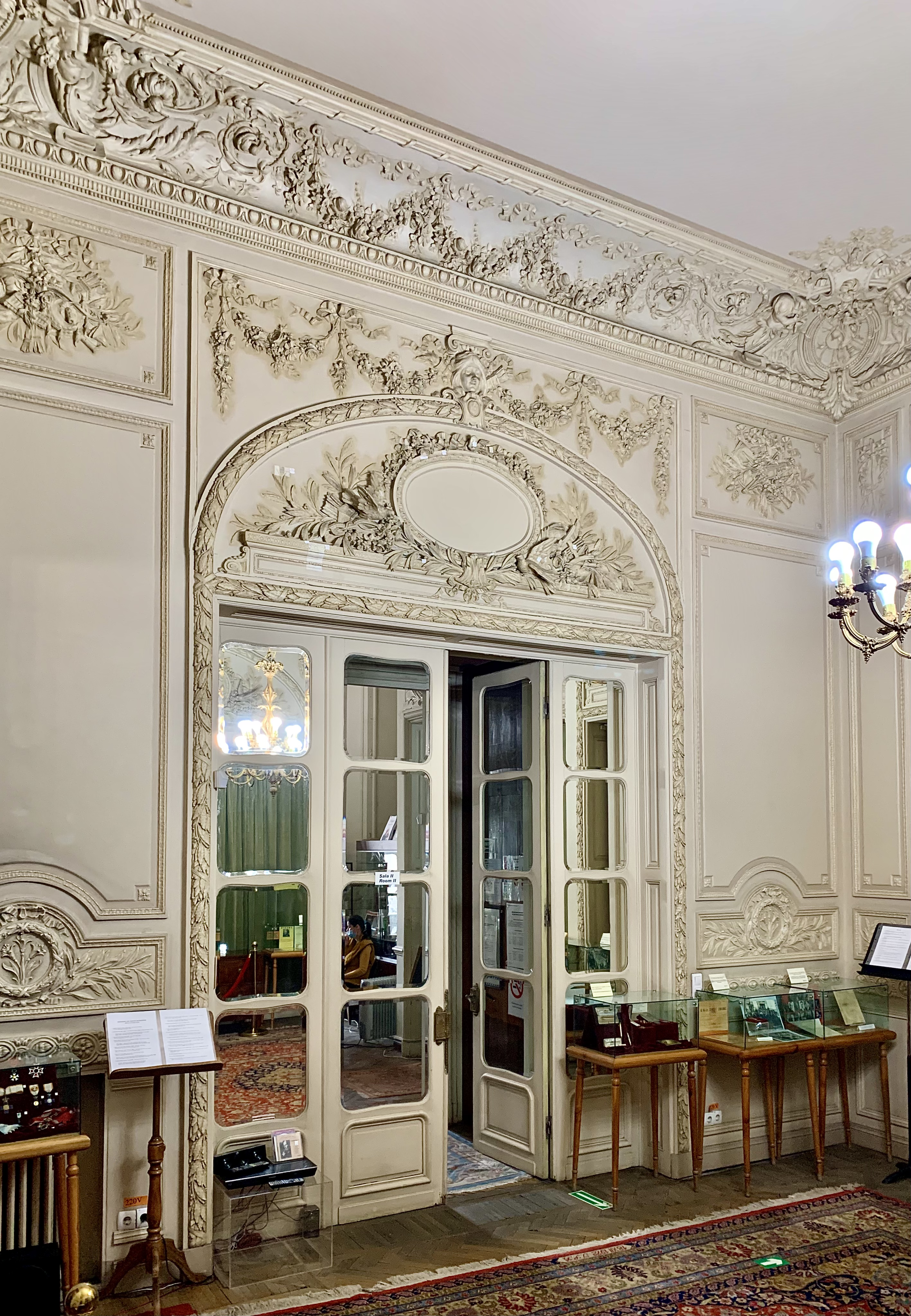
Двері іншої кімнати, заповнені ліпниною
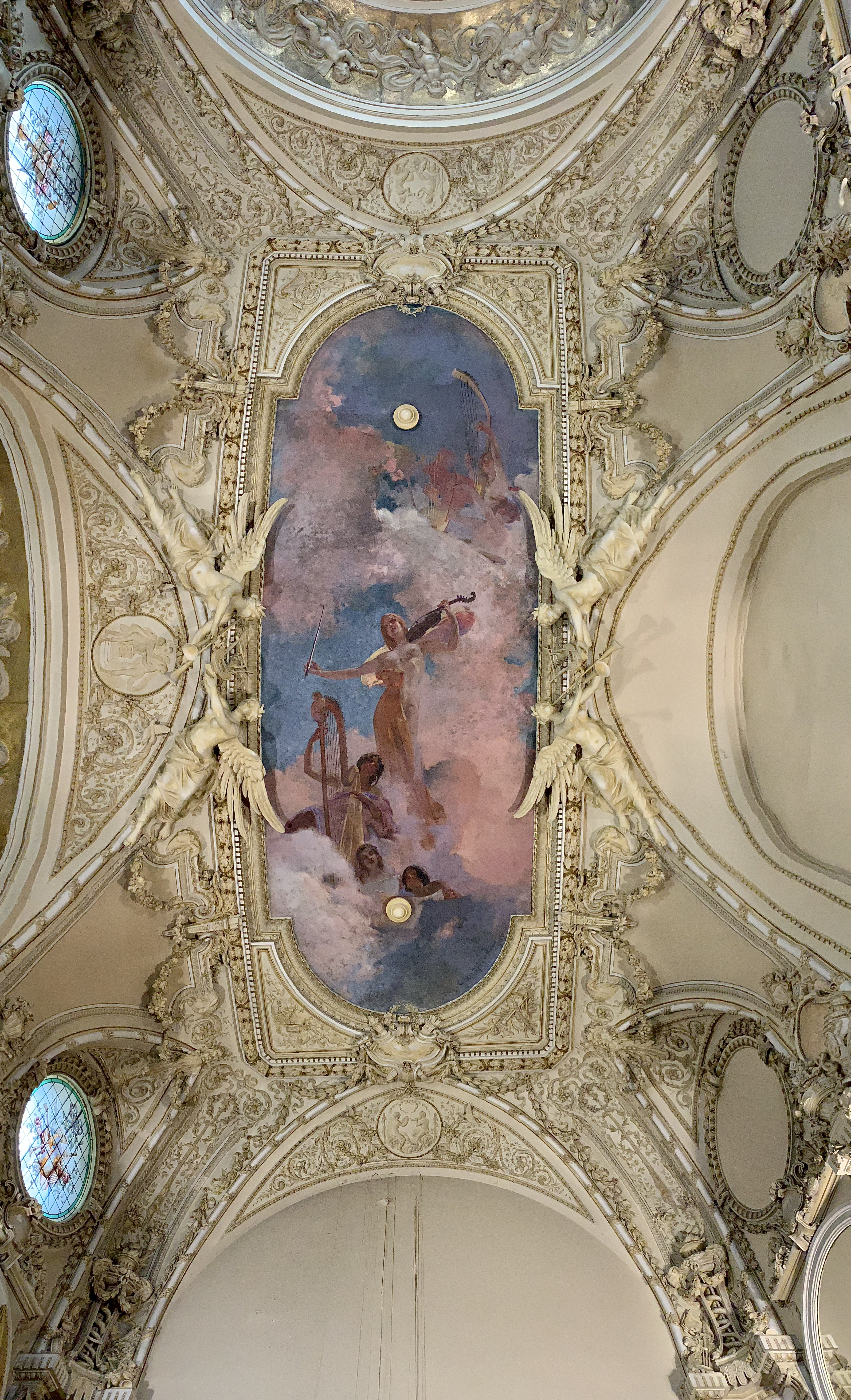
Дивовижна, багато декорована стеля в салоні